# Электрогидроусилитель руля

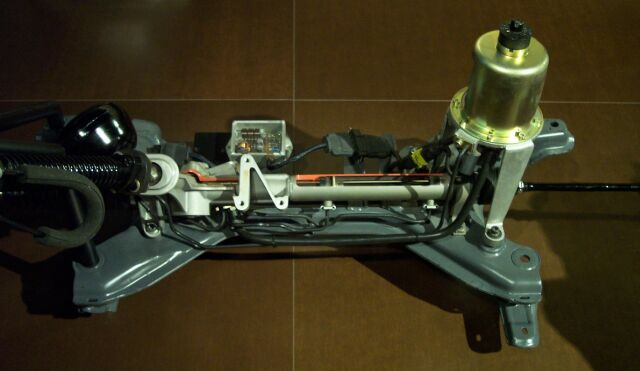

Системы рулевого управления с электрогидравлическими усилителями.
Электрогидравлические системы рулевого управления с усилителем, иногда аббревиатируемые как ЭГУР. Также называются «гибридными» системами. Как и стандартные системы, используют вспомогательную гидравлическую технологию, но обеспечивающий рабочее давление гидравлический насос приводится в движение электродвигателем вместо отбора мощности от основного двигателя транспортного средства.

## История
В 1965 Форд экспериментировал с парком «управление моментального поворота запястьем», оборудованным Mercury Park Lanes, который заменял обычный большой руль двумя 5-дюймовыми (127-миллиметровыми) кольцами с быстротой передаточного отношения 15:1 и электрический гидравлический насос в случае, если двигатель остановился.
В 1990 Тойота представила своё второе поколение MR2 с рулевым управлением с электрогидравлическим усилителем. Это должно было исключить управление гидравлическими линиями от двигателя (которые были расположены позади водителя в MR2) до центральной стойки.
В 1994 Фольксваген произвел 3-ю марку Гольфа Ecomatic, который использовал электрический насос так, чтобы рулевое управление с усилителем могло работать в то время, как двигатель был выключен компьютером, чтобы сэкономить топливо. Электрогидравлические системы могут быть найдены в некоторых автомобилях Форд, Фольксваген, Ауди, Пежо, Ситроен, Шкода, Suzuki, Opel, МИНИ-, Тойота, Хонда, и Мазда.
Servotronic обеспечивает точную зависимость рулевого управления с усилителем от скорости, в котором количество подключенных сервомоторов зависит от скорости движения, и таким образом предоставляет даже больше комфорта водителю. Количество усиления сильнее при низких скоростях, например, при парковке автомобиля. Большая поддержка облегчает маневрирование автомобиля. На более высоких скоростях электронная система датчиков постепенно уменьшает уровень усиления управления. Таким образом, водитель может управлять автомобилем ещё более точно (с  рулевым управлением со стандартным усилителем при повышении скорости гидроусилитель полностью отключается). Servotronic используется многими автомобилестроителями, включая Ауди, General Motors, БМВ, Фольксваген, Вольво, Сеат и Порше. Servotronic — торговая марка AM General Corp.
Система позволяет инженерам адаптировать рулевой механизм к переменным скоростям и амортизации системы подвески для достижения идеального сочетания сглаживания езды и управления для каждого транспортного средства. На автомобилях группы Фиат величина усиления может регулироваться нажатием кнопки с надписью «ГОРОД», который переключается между двумя различающимися траекториями поворота, в то время как у большинства других систем EPS есть переменная усиления, которая учитывает больше помощи при уменьшении скорости транспортного средства и меньше помощи со стороны системы во время быстрой езды. В случае отказа данного компонента механические соединения, такие, как стойка и зубчатый валик, служат резервными, подобно гидравлической системе. Электрический усилитель руля не стоит путать с сервоприводом или проводными рулевыми системами, которые используют электродвигатели для того, чтобы управлять колёсами, но без какого-либо механического соединения с рулем.
У электрических систем есть небольшое преимущество в топливной экономичности, потому что нет никакого гидравлического насоса с ременным приводом, постоянно работающего вне зависимости от того, требуется ли помощь или нет, и это — главная причина их внедрения. Другое главное преимущество — устранение машинного компонента с ременным приводом и несколькими гидравлическими шлангами высокого давления между гидравлическим насосом, установленным на двигателе, и механизмом управления, установленным на шасси. Это значительно упрощает производство и обслуживание. Включив электронный контроль устойчивости, электрические системы усилителя руля, можно мгновенно изменить уровень поддержки, изменяя вращающий момент, чтобы помочь водителю при корректирующих маневрах.
Максимальная полезная мощность электрической системы транспортного средства ограничивает пределы возможностей электрической системы оказания помощи. 12-вольтная электрическая система, например, ограничивается 80 амперами тока, что в свою очередь ограничивает размер двигателя до пределов менее 1 кВт. Это количество энергии больше подходит для транспортных средств небольшого размера. Но его, скорее всего, не хватило бы для больших машин, таких как грузовики и внедорожники. Существуют и другие типы электросистем, такие, как 24-вольтная и др. разновидности, используемые в гибридных авто и электромобилях. Они имеют большую выходную производительность, которая позволяет использовать двигатели большей мощности необходимых для больших и среднеразмерных транспортных средств.
Первые электрические системы управления появились на Honda NSX в 1990, FIAT Punto Mk2 в 1999, Honda S2000 в 1999, Toyota Prius в 2000 и на BMW Z4 в 2002. Сегодня многие изготовители используют электронное управление.
Обзоры в автомобильной прессе часто комментируют, что определенные системы управления с электрическим усилителем не дают достаточного «чувства дороги». Чувство дороги подразумевает под собой отношение между силой, необходимой для управления транспортным средством, и усилием, которую водитель прилагает к рулю. Чувство дороги дает водителю субъективное восприятие, которое он использует при управлении транспортным средством. Величиной чувства дороги (информативности руля) управляет компьютерный модуль, который управляет руководящей системой электроэнергии. В теории программное обеспечение должно быть в состоянии приспособить количество дорожного чувства, чтобы удовлетворить водителей. На практике трудно учесть различные ограничения конструкции, производя более яркую информативность руля. Тот же самый аргумент также был применен к рулевому управлению с гидравлическим усилителем.